# クリス・トムリン

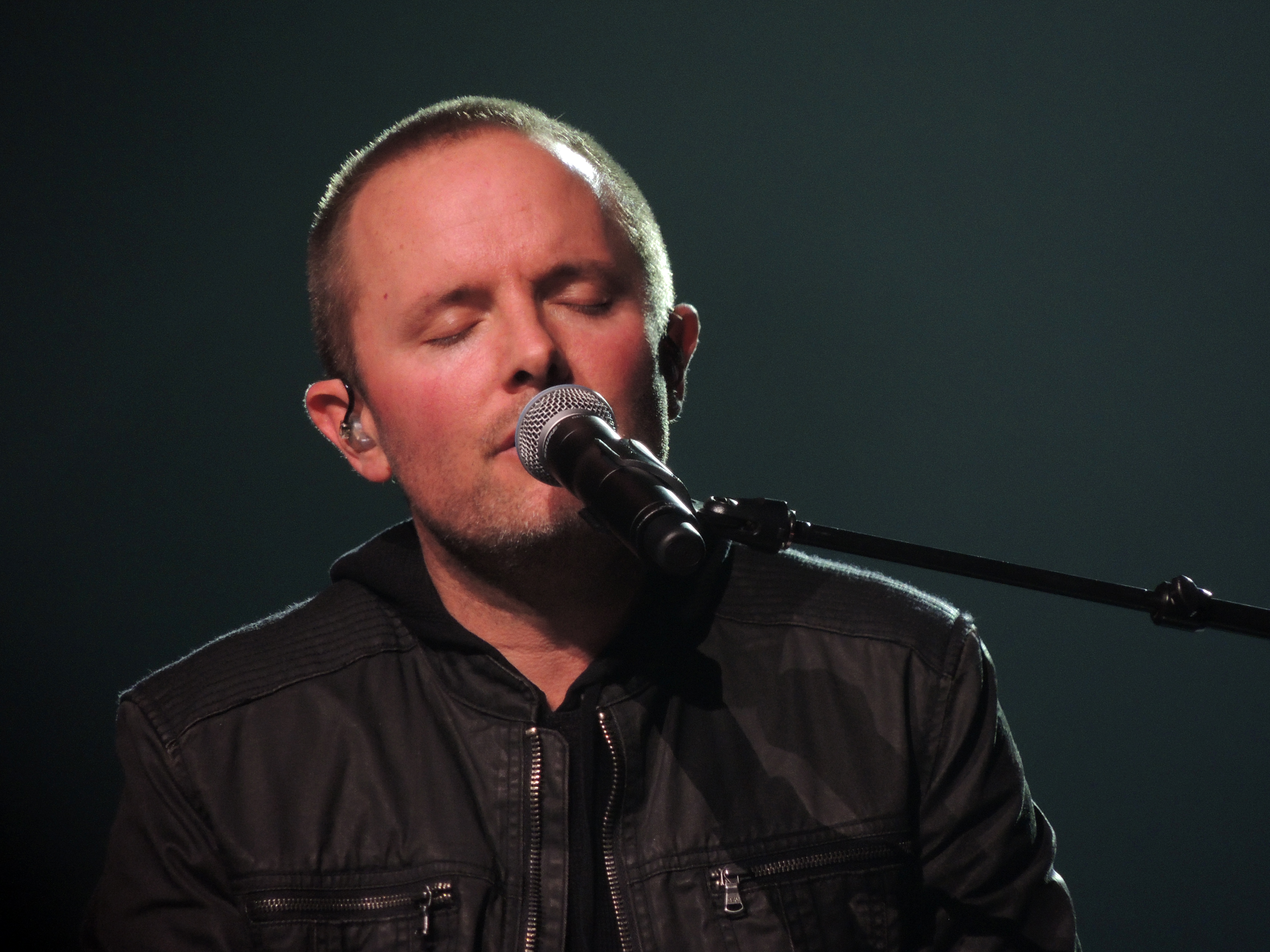
クリス・トムリン

クリス・トムリン(Chris Tomlin, 1972年5月4日 - )は、アメリカのシンガーソングライター。
アメリカ・テキサス州にあるオースティン・ストーン・コミュニティ教会のスタッフでもある。
クリスチャンとして、現代版の賛美歌といえるワーシップ・ソングを数多く生み出す。イギリスEMIグループのシックス・ステップス・レコードと契約。
トムリン率いるバンドでは、彼自身はボーカル、アコースティック・ギター、ピアノを担当。他のメンバーには、ダニエル・カーソン（エレキギター、バックボーカル）、ジョゼ・リーヴィス（ベース、ハーモニカ、バックボーカル、トムリンと共に作曲）、トラヴィス・ナン（ドラム、打ち込み）がいる。2004年には、ドラムのナンの代わりとしてライアン・サンドリンが数回参加した。

## ディスコグラフィ

### アルバム
| 2001                                      | The Noise We Make           | - 発売日: 2001年3月1日 - レーベル: Sparrow, Sixsteps                       | —   |                |
| 2002                                      | Not to Us                   | - 発売日: 2002年8月29日 - レーベル: Sparrow, Sixsteps                      | 161 |                |
| 2004                                      | Arriving                    | - 発売日: 2004年9月21日 - レーベル: Sparrow, Sixsteps                      | 39  | - US: プラチナ |
| 2006                                      | See the Morning             | - 発売日: 2006年9月26日 - レーベル: Sparrow, Sixsteps - 全米売上: 11.6万枚 | 15  | - US: プラチナ |
| 2008                                      | Hello Love                  | - 発売日: 2008年9月2日 - レーベル: Sixsteps - 全米売上: 5.2万枚            | 9   | - US: ゴールド |
| 2010                                      | And If Our God Is for Us... | - 発売日: 2010年11月16日 - レーベル: Sixsteps                              | 17  | - US: ゴールド |
| 2013                                      | Burning Lights              | - 発売日: 2013年1月8日 - レーベル: Sixsteps - 全米売上: 50万枚             | 1   | - US: ゴールド |
| 2014                                      | Love Ran Red                | - 発売日: 2014年10月27日 - レーベル: Sixsteps                              | 8   |                |
| 2016                                      | Never Lose Sight            | - 発売日: 2016年10月21日 - レーベル: Sixsteps - 全米売上: 3.2万枚          | 6   |                |
| "—"は未発売またはチャート圏外を意味する。 |                             |                                                                            |     |                |